# Suyu

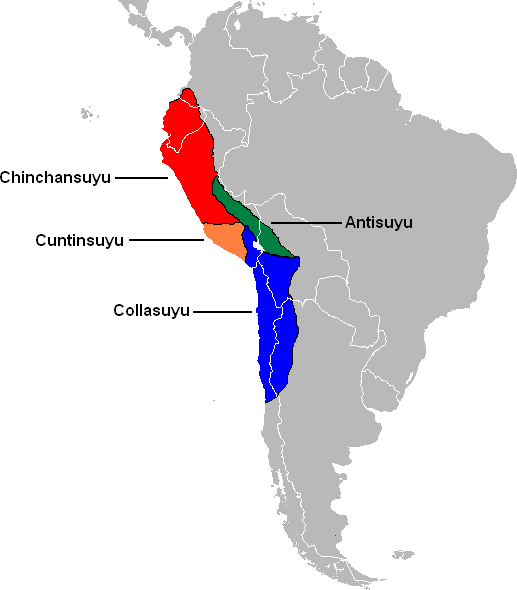
Tahuantinsuyo: Chinchaysuyo (em vermelho), Antisuyo (em verde), Contisuyo (em laranja) e Collasuyo (em azul).

O suyu (termo quíchua que significa "território", "país") era uma divisão administrativa do império Inca.
O conjunto dos quatro grandes distritos (ou suyus) formavam o Tahuantinsuyo. Eram eles:
- Chinchaysuyo território do Norte ou Território dos Chinchas
- Contisuyo território do Oeste ou Território dos Kuntis, como os incas chamavam os Chancas
- Antisuyo território do Leste ou Território dos Antis,  como os incas chamavam os Achanincas
- Collasuyo  território do Sul ou Território dos Collas,  (Aimarás)

Os Suyus por sua vez se dividiam em províncias (Wamanikuna).

## Governo
O governo de cada suyu era feito através de um governador  chamado Suyoyuc Apu  que participava do conselho Imperial e era designado pelo Sapa Inca.